# Pagliacci (película)
Pagliacci es una película italiana de 1982 basada en ópera Pagliacci de Ruggero Leoncavallo, dirigida por Franco Zeffirelli. Todos los actores, incluyendo los protagonistas Plácido Domingo y Teresa Stratas, era cantantes de ópera quienes cantaron sus propias partes. Pagliacci fue filmado y grabado en el teatro La Scala de Milán. Georges Prêtre dirigió la Orquesta y Coro de La Scala.
La película se proyecto fuera de competición en el Festival de Cine de Cannes de 1987. Sea también mostrado televisión de Italia y de Estados Unidos y le llevó a Zeffirelli a ganar un Premio Emmy para Mejor Director en la categoría de Programación de Música Clásica. En 2003, Pagliacci fue lanzado para DVD por Deutsche Grammophon (habiendo sido lanzado anteriormente por Philips/Decca en DVD), junto con Cavalleria rusticana (también protagonizada por Plácido Domingo).

## Trama
La historia sucede en la Italia del sur y narra la tragedia de Canio, el payaso principal (pagliaccio, en italiano) en una compañía de comedia del arte, su mujer Nedda, y su amante, Silvio. Cuando Nedda rechaza los avances de Tonio, otro actor en la compañía, este dice a Canio sobre la traición de Nedda. En una rabia celosa, Canio asesina a ambos Nedda y Silvio durante una representación. A pesar de que la ópera original de Leoncavallo se ambienta a finales de la década de 1860, la producción de Zeffirelli se sitúa en el periodo de entreguerras, entre la Primera Guerra Mundial y la Segunda Guerra Mundial.

## Reparto
- Teresa Stratas como Nedda.
- Plácido Domingo como Canio.
- Juan Pons como Tonio.
- Alberto Rinaldi como Silvio.
- Florindo Andreolli como Beppe.
- Alfredo Pistone como Primer Campesino.
- Ivan Del Manto como Segundo Campesino.

## Producción
La cadena de televisión italiana RAI originalmente quería transmitir una presentación en vivo de las producciones de 1981 de Cavalleria rusticana y Pagliacci digidas por Franco Zeffirelli desde el escenario de La Scala. Sin embargo, Zeffirelli solicitó que se le permitiera filmar las producciones como si fueran películas. En parte, debido a que ambas óperas protagonizaron al tenor popular Plácido Domingo, Unitel acordó ayudar a financiar el proyecto. Zeffirelli insistió en que la soprano canadiense Teresa Stratas interpretará a Nedda, a pesar de que originalmente no fue elegida para la producción teatral. En el transcurso de solo dos días, el director filmó ambas obras en el teatro de la ópera cuando no estaba en uso. Tenía una plataforma de madera construida sobre los asientos delanteros del auditorio, donde colocó sus cámaras para filmar la acción en el escenario. Luego hizo tomas en un estudio de cine italiano.

## Banda sonora
Para la banda sonora de la película, Georges Prêtre dirigió la orquesta del Teatro alla Scala en el foso de la orquesta de la ópera, mientras que cada uno de los intérpretes de la película cantaba sus propias piezas en el escenario mientras las cámaras rodaban. Sin embargo, no hubo público presente y se grabó en segmentos. Plácido Domingo, quien frecuentemente había interpretado el papel de Canio en el escenario desde 1966, grabó la ópera en 1971 con Nello Santi. Philips Records lanzó la banda sonora de la película en LP en 1985 y CD en 1990. Recibió una nominación al Premio Grammy por Mejor Ópera de Grabación.
En una reseña de la banda sonora, el Montreal Gazette escribió: "Se incluyen efectos de sonido, que le dan al canto una credibilidad que no siempre se siente en las grabaciones". El artículo también elogió el canto de Domingo y Statas y señaló que las grabaciones analógicas originales de la película fueron remasterizadas digitalmente antes del lanzamiento de la banda sonora. Aunque fueron filmadas juntas, la grabación de Pagliacci fue originalmente lanzada por separado de la banda sonora de Cavalleria rusticana.